# Ливан (Јута)
Ливан (енгл. Levan) град је у америчкој савезној држави Јута.

## Демографија
По попису из 2010. године број становника је 841, што је 153 (22,2%) становника више него 2000. године.
| Група             | 2000.       | 2010.       |
| Белци             | 649 (94,3%) | 793 (94,3%) |
| Афроамериканци    | 1 (0,1%)    | 0 (0,0%)    |
| Азијати           | 0 (0,0%)    | 1 (0,1%)    |
| Хиспаноамериканци | 24 (3,5%)   | 34 (4,0%)   |
| Укупно            | 688         | 841         |